# Januari 1996
Dit artikel geeft een chronologisch overzicht van alle belangrijke gebeurtenissen per dag in de maand januari van het jaar 1996.

## Gebeurtenissen

### 1 januari
- Curaçao krijgt beperkt zelfbestuur.

### 2 januari
- Bomaanslag op de Arnhemse vestiging van Banque Paribas.

### 5 januari
- Hamas-leider Yahya Ayyash wordt gedood door een Israëlische boobytrap in een mobiele telefoon.

### 8 januari
- Een Zaïrees vrachtvliegtuig stort neer op een drukke markt in Kinshasa. 350 mensen komen om.

### 14 januari
- Jorge Sampaio wordt tot president van Portugal verkozen.

### 20 januari
- Yasser Arafat wordt tot president van de Palestijnse Autoriteit verkozen.

### 29 januari
- President Jacques Chirac kondigt het definitieve einde van de Franse kernproeven aan.
- Het operagebouw van Venetië (Italië), Teatro La Fenice, wordt door een brand verwoest.

### 30 januari
- Staatssecretaris van Defensie Jan Gmelich Meijling maakt bekend dat de lichting van 29 januari 1996 de laatste groep dienstplichtige militairen is geweest.

### 31 januari
- Een vrachtwagen geladen met explosieven ramt de poorten van de Sri Lankaanse Centrale bank in Colombo. 86 mensen komen om, 1400 raken gewond.

<< · januari · februari · maart · april · mei · juni · juli · augustus · september · oktober · november · december · >>